# Hoja de parra

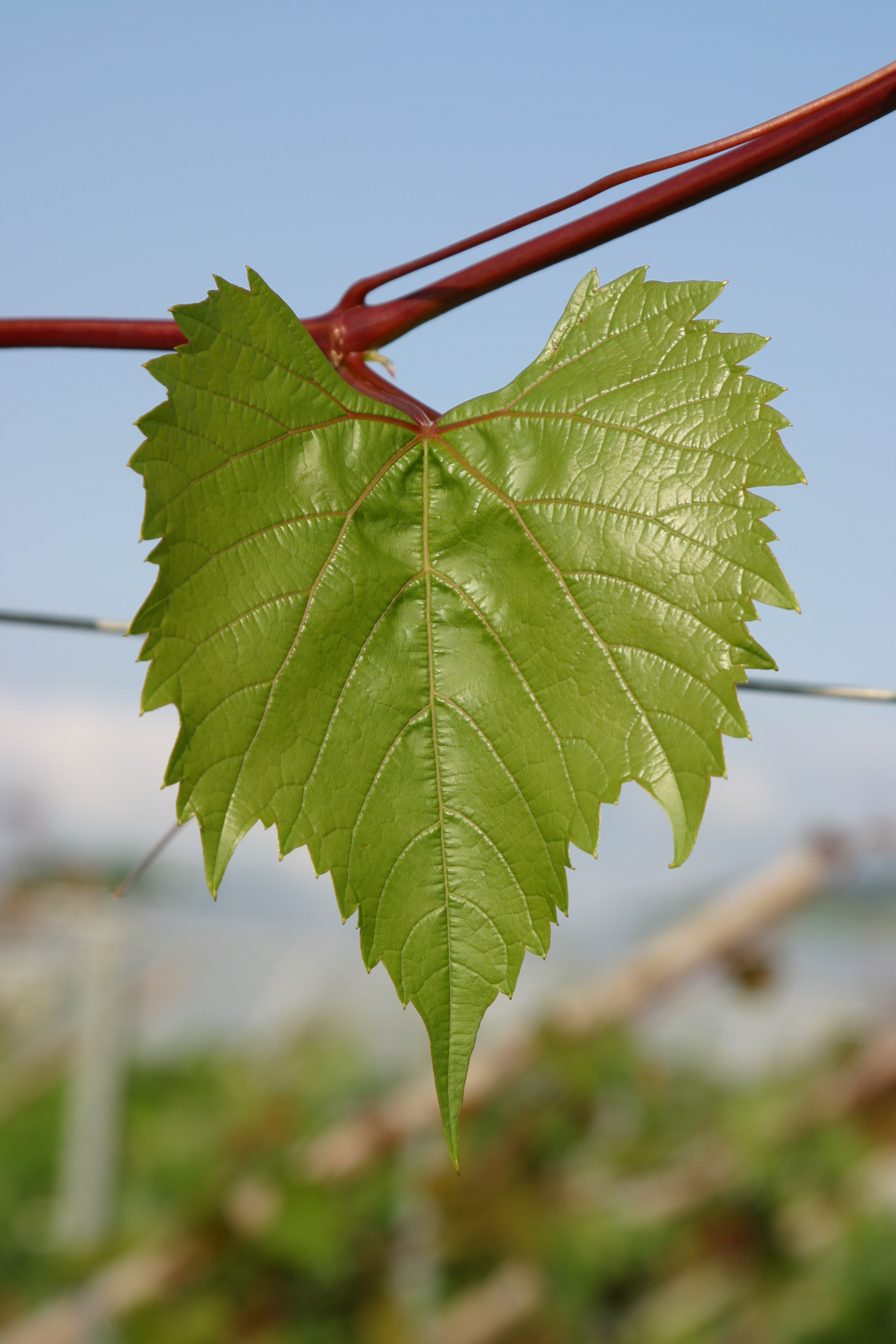
Hoja de parra malbec en planta.

Las hojas de parra (Vitis vinifera) son un alimento común en diversas cocinas del mundo, incluyendo la árabe, la armenia, la búlgara, la griega, la iraní, la rumana, la turca y la vietnamita. En su mayoría se toman frescas de la vid y se rellenan con una mezcla de arroz, carne y especias, y se cuecen en agua o al vapor. También tienen un uso médico. Algunas de las recetas que las usan son el dolma, el sarma o el luop. Las hojas de parra rellenas pueden servirse como aperitivo o como plato principal.

## Características botánicas
Las hojas de la parra son de gran tamaño, alrededor de los 12-14 cm, algunas llegando a alcanzar los 15 cm. Las hojas que se destinan al consumo deben tener el tamaño aproximado de la palma de una mano. Constan de peciolo, que no se come, y tienen una forma palmeada y lobulada, ligeramente dentada en el borde. El tono de verde varía según la cepa. La vid es una planta de hoja caduca, por lo que se cosechan a finales de la primavera o principios de verano, que es cuando están más tiernas.

## Usos

### Uso culinario
El consumo de hoja de parra es típico en diversas cocinas del Mediterráneo oriental y del Oriente Medio. Para poder usarse en cocina, primero se lavan y se les quita el tallo. Se pueden escaldar por un par de minutos en agua caliente o hirviendo. No se dejan mucho más tiempo para que se mantengan tersas y tiernas, pasándolas directamente a un baño de hielo.

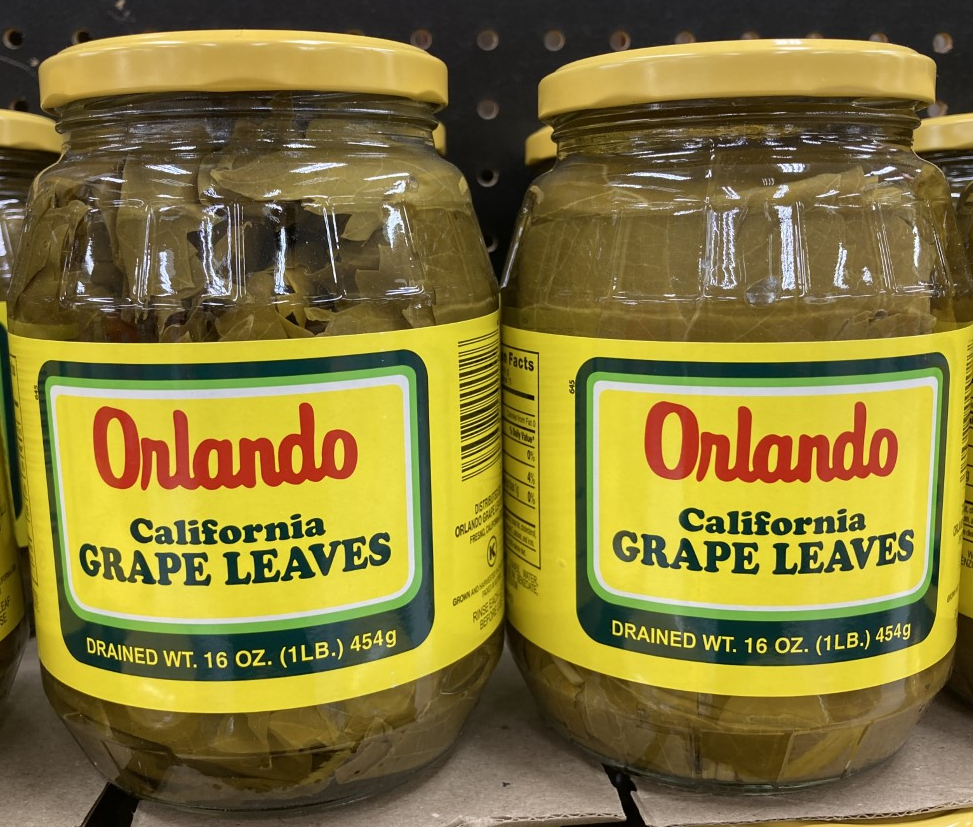
Hojas en frascos, vendidos en una tienda

La especialidad turca y griega (y de otros muchos lugares) llamada dolma, dolmades, sarma o en la cocina árabe mahshi (محشي), yebrak o yebraq (يبرق) consiste en hojas de parra rellenas de arroz. Tradicionalmente se preparan en las casas o bien se compran ya en conserva. El arroz es el relleno más común pero también pueden incluir cordero picado, carne de ave (perdiz)...etc. y pueden estar marinados en aceite. Se hace referencia a este tipo de uso de la parra en Egipto en 1740. También se encuentran platillos hechos con hoja de parra en el Cono Sur y otras zonas de América Latina con influencia árabe y mediterránea. Existe una versión del dolma llamada niños envueltos.
Las hojas de parra también se pueden congelar hasta por dos meses, guardándolas (sin lavar) en una bolsa zip; o bien se pueden conservar encurtidas en un tarro con salmuera (sal y agua). Para ello, se lavan las hojas y se meten enrolladas sobre sí mismas en el tarro, bien apretadas unas con otras, y se almacena el tarro en un lugar fresco y seco. Otro método de conservación común es hilarlas y colgarlas en ristra para secarlas.

### Uso medicinal
Históricamente, las hojas de parra se han utilizado con finalidades medicinales, como remedio para los sabañones, la diarrea y problemas relacionados con funciones del cuerpo, como la microcirculación. El té de hoja de parra se usa para tratar enfermedades digestivas, hepatitis y llagas. También se preparan en forma de cataplasma (aplicado directamente sobre la piel) para combatir dolores de pecho, cabeza, reumatismo y fiebre.
De la hoja de parra también se extraen sus aceites esenciales para hacer extracto de hoja de parra, usado en el tratamiento de la insuficiencia venosa crónica.

## Nutrición
Las hojas de parra son ricas en vitaminas A, B6, C, E y K. Un 60% de su composición es agua. Contienen flavonoides, principalmente glucósidos de quercetina y kaempferol-3-glucósido como ingredientes activos. El color rojizo se debe a las antocianinas. Además, contiene proantocianidinas oligoméricas y otros compuestos fenólicos conocidos como polifenoles.

## Producción
Las hojas de parra también pueden venderse envasadas, habitualmente en rollos sumergidos en salmuera. Las cultivadas en Erbaa (Tokat) son famosas y tienen importancia en la cocina turca.